# Шести конгрес СК Србије
Седми конгрес Савеза комуниста Србије одржан је од 21. до 23. новембра 1968. у згради Дома синдиката у Београду. Конгресу је присуствовало 850 делегата, који су представљали 436.678 чланова Савеза комуниста Србије.
Последњег дана рада Конгрес је изабрао стални део Конференције СКС од 60 чланова, Централни комитет од 55 чланова, Комисију за статутарна питања од 15 и Надзорну комисију од 9 чланова. На првој седници Централног комитета, за председника Централног комитета изабран је Марко Никезић, а за секретара Секретаријата ЦК СКС Латинка Перовић. За чланове Секретаријата ЦК СКС изабрани су — Предраг Ајтић, Ђорђе Лазић, Орхан Невзати, Бора Павловић, Милош Синђић, Михаљ Шефер и по функији председници Покрајинског комитета СК Војводине и СК Косова.

## Централни комитет
Чланови Централног комитета Савеза комуниста Србије изабрани на Четвртом конгресу СК Србије 14. маја 1965. године:
1. Предраг Ајтић
2. Махмут Бакали
3. Рожа Башић
4. Пал Бенак
5. Љубица Богдановић
6. Вукоје Булатовић
7. Живан Васиљевић
8. Славко Веселинов
9. Тихомир Влашкалић
10. Милош Вујаковић
11. Здравко Вуковић
12. Милојко Друловић
13. Момчило Дугалић
14. Славенко Ђајић
15. Симеон Затезало
16. Естера Ивковић
17. Иван Игњатовић
18. Димитрије Јањић
19. Милета Јешић
20. Петар Јоловић
21. Рајко Кецман
22. Андраш Ковач
23. Радмила Костић
24. Ђорђе Лазић
25. Бранко Летић
26. Петар Марић Јаза
27. Мирослав Марковић
28. Спира Марковић
29. Зоран Матковић
30. Александар Микић
31. Милутин Милошевић
32. Орхан Невзати
33. Марко Никезић
34. Бора Павловић
35. Владимир Павловић
36. Латинка Перовић
37. Пауна Петровић
38. Никола Петронић
39. Мирко Поповић
40. Гордана Предић
41. Бранко Прибићевић
42. Миломир Радовановић
43. Блажо Радоњић
44. Ђорђе Радосављевић
45. Кадри Реуфи
46. Вељко Симин
47. Милош Синђић
48. Мирко Стаменковић
49. Јон Тапалага
50. Синан Хасани
51. Ружа Цвејић
52. Рамиз Црнишанин
53. Мирко Чанадановић
54. Михаљ Шефер
55. Азем Шкрељи

## Стални део Конференције СК Србије
Чланови сталног дела Конференције Савеза комуниста Србије изабрани на Четвртом конгресу СК Србије 14. маја 1965. године:
1. Станоје Аксић
2. Душан Алимпић
3. Новица Благојевић
4. Славко Боројевић
5. Добривоје Бошковић
6. Радивоје Брадић
7. Жарко Булајић
8. Перка Виторовић
9. Милица Вранић Каблар
10. Маргита Деак
11. Имре Дер
12. Оливера Димић
13. Сима Зарев
14. Саит Затрићи
15. Никола Здјелар
16. Ферак Зумберај
17. Бранислав Иконић
18. Столе Јанковић
19. Бошко Јовановић
20. Мирко Јовановић
21. Риста Јовановић
22. Драгољуб Јованчић
23. Никола Кмезић
24. Сретен Ковачевић
25. Душан Кораћ
26. Драгослав Лазаревић
27. Живојин Лазаревић
28. Слободан Лазовић
29. Радован Лукић
30. Божидар Манић
31. Радмила Маринковић
32. Радомир Марковић
33. Владимир Матић
34. Милан Матић
35. Петар Матић
36. Рамадан Милаку
37. Катарина Милосављевић
38. Благоје Митић
39. Вера Мићовић
40. Ашим Муса
41. Сефедин Мустафа
42. Александар Николић
43. Радмила Поповић
44. Радивоје Прибаковић
45. Павле Радоман
46. Ласло Рехак
47. Милош Самарџић
48. Ћерими Сами
49. Љубомир Славковић
50. Милан Станојевић
51. Радослав Станојевић
52. Јован Тодоровић
53. Живко Тодоров
54. Џевдет Хамза
55. Арпад Хорват
56. Бранко Цветичанин
57. Сретен Цвијовић
58. Теодосије Челенковић
59. Андрија Человски
60. Косанка Ширадовић